# Compas (constellation)
Circinus
Pour les articles homonymes, voir compas.
Le Compas (dont le nom latin est Circinus) est une toute petite constellation de l'hémisphère sud.
Elle est située juste à côté des étoiles brillantes α et β de la constellation du Centaure.

## Histoire
Le Compas est l'une des 14 nouvelles constellations introduites en 1752 par Nicolas-Louis de Lacaille afin de combler les derniers pans de ciel sans désignation.

## Observation des étoiles

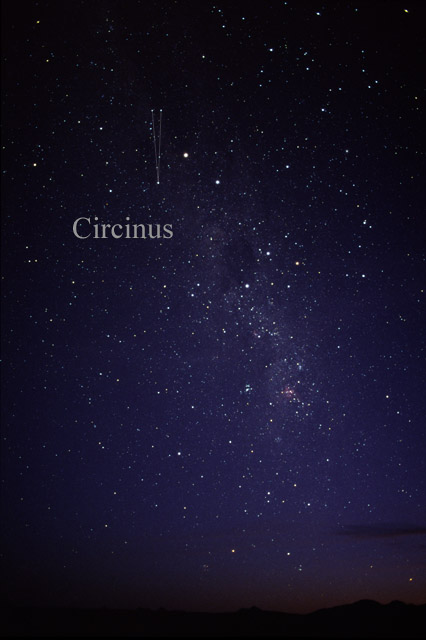
Constellation du Compas.

Le compas est une annexe au pied du Centaure. Partant de alpha et bêta du Centaure, la paire d'étoiles que l'on voit ~5° à l'Est est β et γ Cir, et l'étoile brillante située à ~5° au Sud de alpha du Centaure est α Cir.

## Étoiles principales
Les étoiles les plus lumineuses de la constellation du Compas sont α Cir (magnitude apparente 3,19), β Cir (4,07) et γ Cir (4,48). α et γ sont des étoiles binaires.

## Objets célestes
Le Compas comporte quelques objets du ciel profond, notamment l'amas ouvert NGC 5823, la nébuleuse planétaire NGC 5315 ou la galaxie du Compas.